# Johann Baptist Zahlbruckner
Johann Zahlbruckner (15 de febrero de 1782 , Viena - 2 de abril de 1851 , Graz) fue un botánico austríaco.
Zahlbruckner estudió economía y ciencias naturales en Viena. En 1808 es destinado a las órdenes del archiduque Juan de Austria para la tarea de ordenar su colección de historia natural. Dos años más tarde, se le confió la gestión del castillo de Herrschaft Thernberg. A partir de 1818 fue secretario privado del archiduque Juan; ayudándole en la fundación de la Sociedad Imperial de Agricultura y se hizo cargo de su dirección. Zahlbruckner fue compañero constante del archiduque Juan en sus viajes por los Alpes.

## Algunas publicaciones
- 1832. Darstellung der pflanzengeographischen Verhältnisse des Erzherzogthumes Oesterreich unter der Enns (Representación de la planta en las condiciones de la Enns Erzherzogthumes Austria)

## Honores

### Epónimos
- (Acanthaceae) Zahlbrucknera Pohl ex Nees[1]
- (Saxifragaceae) Zahlbrucknera Rchb.[2]